# عام الفيل

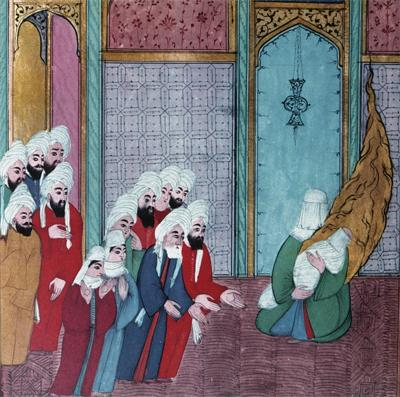
مَولد الرسول صلى الله عليه وسلم عامَ الفيل

عَامُ الفِيْلِ الموافق 53 ق هـ/571 بعد الميلاد، عامٌ سُمِّي نسبة إلى الحادثة التي وقعت فيه، حين حاول أبرهة الحبشي المعروف بأبرهة الأشرم، حاكم اليمن من قبل مملكة أكسوم الحبشية تدمير الكعبة ليجبر قريش وهذيل وكنانة والعرب على الذهاب إلى كنيسة القليس التي بناها وزينها في اليمن. وحسب الرواية التاريخية، أن أبرهة قاد حملة عسكرية فاشلة لم يستطع خلالها أن يخضع منطقة مكة بما تمثله من رمزية دينية وعربية لسيطرته. ووجه تسمية العام بعام الفيل، يعود إلى أنّ الحملة العسكرية التي سُيّرت في غزو مكة، بهدف هدم الكعبة، استخدم فيها الفيلة. وحسب الروايات التاريخية للمؤرخين العرب الأوائل أن أبرهة توفي في صنعاء بعد عودته من مكة بقليل، وذلك سنة 570 أو 571 للميلاد، أمّا المصادر اليونانية فلم تشر إلى سنة وفاته.

## تحديد العام ميلاديا
ذكر العالم علي بن الحسن المسعودي الهذلي أن الحملة الحبشية التي كانت تستهدف مكة، كانت يوم الأحد 17 محرم سنة 882 حسب تقويم الإسكندر، الموافق 216 حسب التاريخ العربي الذي أوله حجة العدد «حجة الغدر» الموافق لسنة أربعين من مُلك كسرى أنُوشِيرْوان. ويسجّل المؤرخون الإيرانيون أن كسرى الأوّل المعروف بكسرى أنوشيروان حكم ما بين 531-579 للميلاد. بذلك تكون السنة الأربعون من حكمه توافق عام 571 للميلاد. وبحسب ذلك وبحسب كثير من المستشرقين والمشتغلين بالتقاويم وبتحويل السنين، فإن عام الفيل يصادف سنة "570" أو "571" للميلاد.

## الحدث والأثر والتوابع التاريخية
يقول الطبري ثم إن أبرهة بنى القليس بصنعاء، فبنى كنيسة لم ير مثلها في زمانها بشيء من الأرض، ثم كتب إلى النجاشي ملك الحبشة: إني قد بنيت لك أيها الملك كنيسة لم يبن مثلها لملك كان قبلك، ولست بمنته حتى أصرف إليها حاج العرب. فلما تحدثت العرب بكتاب أبرهة ذلك إلى النجاشي غضب رجل من النساة أحد بني فقيم، ثم أحد بني مالك، فخرج حتى أتى القليس فقعد فيها، ثم خرج فلحق بأرضه، فأخبر بذلك أبرهة، فقال: من صنع هذا؟ فقيل: صنعه رجل من أهل هذا البيت الذي تحج العرب إليه بمكة، لما سمع  من قولك: أصرف إليه حاج العرب، فغضب فجاء فقعد فيها، أي أنها ليست لذلك بأهل فغضب عند ذلك أبرهة، وحلف ليسيرن إلى البيت فيهدمه، وعند أبرهة رجال من العرب، قد قدموا عليه يلتمسون فضله، منهم مُحَمَّد بن خزاعي بن حزابة الذكواني، في نفر من قومه، معه أخ له، يقال له قيس بن خزاعي، ثم إن أبرهة توج مُحَمَّد بن خزاعي، ووضعة اميرا على مضر، وأمره أن يسير في الناس يدعوهم إلى حج القليس، كنيسته التي بناها فسار مُحَمَّد بن خزاعي، حتى إذا نزل ببعض أرض كنانة وقد بلغ أهل تهامة أمره، وما جاء له بعثوا إليه رجلا من هذيل، اسمه عروة بن حياض الملاصي الهذلي، فرماه بسهم فقتل محمد بن خزاعي وكان معه أخوه قيس بن خزاعي، فهرب حين مات أخوه، فلحق بأبرهة، فأخبره بمقتله، فزاد ذلك أبرهة غضبا وحنقا، وحلف ليغزونهم وليهدمن البيت. ويقول ابن إسحاق أن رجلًا من كنانة سمع بما يقول أبرهة الحبشي والكتاب الذي أرسله للنجاشي، فغضب لذلك فخرج فأتى القليس فأحدث فيه (قضى حاجته) في مكان من حيث لم يره أحد. حينما جاء أبرهة سألهم من صنع ذلك؟ فقالوا له: رجلٌ من أهل بيتٍ تحجه العرب في مكة علم بقولك وعزمك على صرف العرب للحج بالقليس، فغضب لذلك وجاء وفعل فعلته، غضب أبرهة أشد الغضب وأقسم أن يهدم ذلك البيت. فحشد أبرهة جيوشه ومعه الفيل، وحين كان أبرهة في طريقه إلى مكة، مر بمنطقة عسير ومنطقة عسير سميت بهذا الاسم عندما مر أبرهة منها بسبب عسرة أرضها ومسالكها الوعرة عَنْ عُثْمَانَ بْنِ الْمُغِيرَةِ بْنِ الْأَخْنَسِ، فَبَعَثَ رَجُلًا مِنْ أَصْحَابِهِ يُقَالُ لَهُ شِمْرُ بْنُ مَصْفُودَ عَلَى عِشْرِينَ أَلْفًا مِنْ خَوْلَانَ، وَنَفَرٍ مِنَ الْأَشْعَرِيِّينَ، فَسَارُوا حَتَّى نَزَلُوا أَرْضَ خَثْعَمٍ، فَتَنَحَّتْ خَثْعَمٌ عَنْ طَرِيقِهِمْ، وَكَلَّمَهُمُ التَّقْتَالُ الْخَثْعَمِيُّ، وَكَانَ يَعْرِفُ كَلَامَ الْحَبَشَةِ، فَقَالَ : هَذَانِ عَلَى شِمْرَانِ قَوْسِي عَلَى أَكَلَتْ، وَسَهْمَيْ قُحَافَةَ، فَأَنَا جَارٌ لَكَ، فَسَارَ مَعَهُ وَأَحَبَّهُ، فَقَالَ لَهُ التَّقْتَالُ : إِنِّي أَعْلَمُ النَّاسِ بِأَرْضِ الْعَرَبِ وَأَهْدَاهُمْ بِطَرِيقِهِمْ، فَطَفِقَ يَجُبُّهُمْ فِي مَسِيرِهِمُ الْأَرْضَ ذَاتَ الْمَهْمَةِ، حَتَّى تَقَطَّعَتْ أَعْنَاقُهُمْ عَطَشًا، فَلَمَّا دَنَا مِنَ الطَّائِفِ خَرَجَ إِلَيْهِمْ فَارِسٌ مِنْ خَثْعَمٍ، وَنَصْرٍ، وَثَقِيفٍ، فَقَالُوا : مَا حَاجَتُكَ إِلَى طَرِيقِنَا ؟ وَإِنَّمَا هِيَ قَرْيَةٌ صَغِيرَةٌ، لَكِنَّا نَدُلُّكَ عَلَى بَيْتٍ بِمَكَّةَ يُعْبَدُ، وَهُوَ حِرْزٌ لِمَنْ يُجَاءُ إِلَيْهِ.
مر أبرهة الحبشي في منطقة عسير من خثعم وشمران وشهران و أكلب وناهس، ولم يستطيعوا هزيمته حتى أخذ نفيل بن حبيب الخثعمي وكان نفيل من وجهاء قبيلة خثعم، فقاتله فهزمه أبرهة وأخذ له نفيل أسيرًا فأتى به. فلما همَّ بقتله قال له نفيل: أيها الملك لا تقتلني فإني دليلك بأرض العرب، قال ابن كثير:«فلما أصبح أبرهة تهيأ لدخول مكة، وهيأ فيله، وعبى جيشه، وكان اسم الفيل: محمودًا. فلما وجهوا الفيل إلى مكة، أقبل نفيل بن حبيب حتى قام إلى جنب الفيل، ثم أخذ بأذنه، فقال: ابرك محمود، وارجع راشدًا من حيث أتيت، فإنك في بلد الله الحرام. وأرسل أُذنه فبرك الفيل. قال السهيلي: أي سقط إلى الأرض، وليس من شأن الفيلة أن تبرك، وقد قيل: إن منها ما يبرك كالبعير، فالله أعلم.
خرج نفيل بن حبيب يشتد حتى أصعد في الجبل، وضربوا الفيل ليقوم فأبى، فضربوا رأسه بالطبرزين ليقوم فأبى، فادخلوا محاجن لهم في مراقه فبزغوه بها ليقوم فأبى، فوجهوه راجعًا إلى اليمن فقام يهرول، ووجهوه إلى الشام ففعل مثل ذلك، ووجهوه إلى المشرق ففعل مثل ذلك، ووجوه إلى مكة فبرك. وأرسل الله عليهم طيرًا من البحر أمثال الخطاطيف والبلسان مع كل طائر منها ثلاثة أحجار يحملها: حجر في منقاره، وحجران في رجليه وقد أصيب أغلب جنود أبرهة الذين كانوا بالقرب من الفيل، أما الذين كانوا بعيدًا من ذلك الموضع فلم يصابوا، ومضوا هاربين يبتدرون طريق اليمن. وقال نفيل بن حبيب في ذلك قصيدته النونية، وقد ذكرت كتب التاريخ منها ستة أبيات وهي:
يرى المؤرخون أن أبرهة الحبشي لو وقع له ما أراد، ونجحت حملته العسكرية بإخضاع مكة وهدم الكعبة لتغيّرت الخارطة السياسية في الجزيرة العربية برمّتها.

## قصة أبرهة مع عبد المطلب
خرج أبرهة بجيش عظيم ومعه فيلة كبيرة تتقدم الجيش لتدمير الكعبة وعندما اقترب من مكة المكرمة، وجد قطيعًا من النوق لعبد المطلب سيد قريش فأخذها غصبًا. فخرج عبد المطلب، جدّ الرسول محمد ﷺ طالبًا منه أن يرد له نوقه ويترك الكعبة وشأنها، فرد أبرهة النوق لعبد المطلب ولكنه رفض الرجوع عن مكة. وخرج أهل مكة هاربين إلى الجبال المحيطة بالكعبة خوفًا من أبرهة وجنوده، والأفيال التي هجم بها عليهم.
حين ذهب عبد المطلب ليسترد نوقه سأله أبرهة لماذا لا تدافعون عن الكعبة فأجاب عبد المطلب: «أما النوق فأنا ربها، وأما الكعبة فلها رب يحميها». وعندما رفض أبرهة طلب عبد المطلب أبت الفيلة التقدم نحو مكة، وعندها أرسل الله سبحانه وتعالى طيورًا أبابيل تحمل معها حجارة من سجيل قتلتهم وشتتت أشلائهم.

## ما بعد الطير الأبابيل
روى السكري عن ابن سلام الجمحي أنه بعد خروج أبرهة الحبشي وقومه يريدون الكعبة، جعلوا لا يمرون على قبيلة من العرب إلا أخذوا منهم أناسًا كرهائن حتى بلغوا الى المغمس من مكة فحبس الله الفيل وأرسل عليهم الطير الأبابيل ففر من العذاب من ملوك اليمن ناس كثير من كندة وحمير والحبش وهربوا الى جبال هذيل فقتلتهم هذيل وأسرت بعضهم ورجع أبرهة الى صنعاء بمن معه من الرهائن فأتت كنانة الى هذيل وقالوا لهم أخرجوا بمن كان عندكم من أسراء كندة وحمير والحبش فخرج بالأسرى سادات هذيل وهما معقل بن خويلد الهذلي، وغافل بن صخر الهذلي وقدموا اليمن فافتدوا أسرى العرب من كنانة وبعض اهل نجد بالأسرى اللذين كانوا معهم فعتقوهم واعادوهم الى ديارهم.

## سورة الفيل
أُنزل على الرسول محمد حول هذه الحملة سورة قرآنية باسم سورة الفيل، جاء فيها: ﴿أَلَمْ تَرَ كَيْفَ فَعَلَ رَبُّكَ بِأَصْحَابِ الْفِيلِ ۝١ أَلَمْ يَجْعَلْ كَيْدَهُمْ فِي تَضْلِيلٍ ۝٢ وَأَرْسَلَ عَلَيْهِمْ طَيْرًا أَبَابِيلَ ۝٣ تَرْمِيهِمْ بِحِجَارَةٍ مِنْ سِجِّيلٍ ۝٤ فَجَعَلَهُمْ كَعَصْفٍ مَأْكُولٍ ۝٥﴾ [الفيل:1–5].